# Chaetarthriomyces crassappendicatus
Chaetarthriomyces crassappendicatus är en svampart som tillhör divisionen sporsäcksvampar, och som beskrevs av Scheloske. Chaetarthriomyces crassappendicatus ingår i släktet Chaetarthriomyces, och familjen Laboulbeniaceae. Arten är reproducerande i Sverige.